# Asplenium schkuhrii
Asplenium schkuhrii là một loài thực vật có mạch trong họ Aspleniaceae. Loài này được Mett. miêu tả khoa học đầu tiên năm 1859.